# Трубино (Витебская область)
Трубино — упразднённая деревня в Городокском районе Витебской области Беларуси. В составе Бычихинского сельсовета.
Находилась примерно в 6 верстах к юго-западу от современной деревни Хвошно.

## История
Деревня отмечена на карте середины XIX века, в Списке населённых мест Витебской губернии 1906 года (стр.94 №20), на картах РККА 1930-х годов. На топографической карте начала 1980-х годов уже обозначена, как урочище, а не деревня.